# Metropole Tuschinski

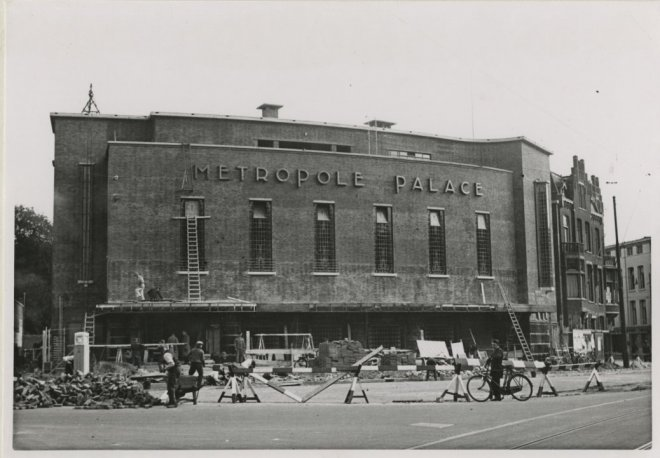
Het bioscooptheater net na de opening in 1936

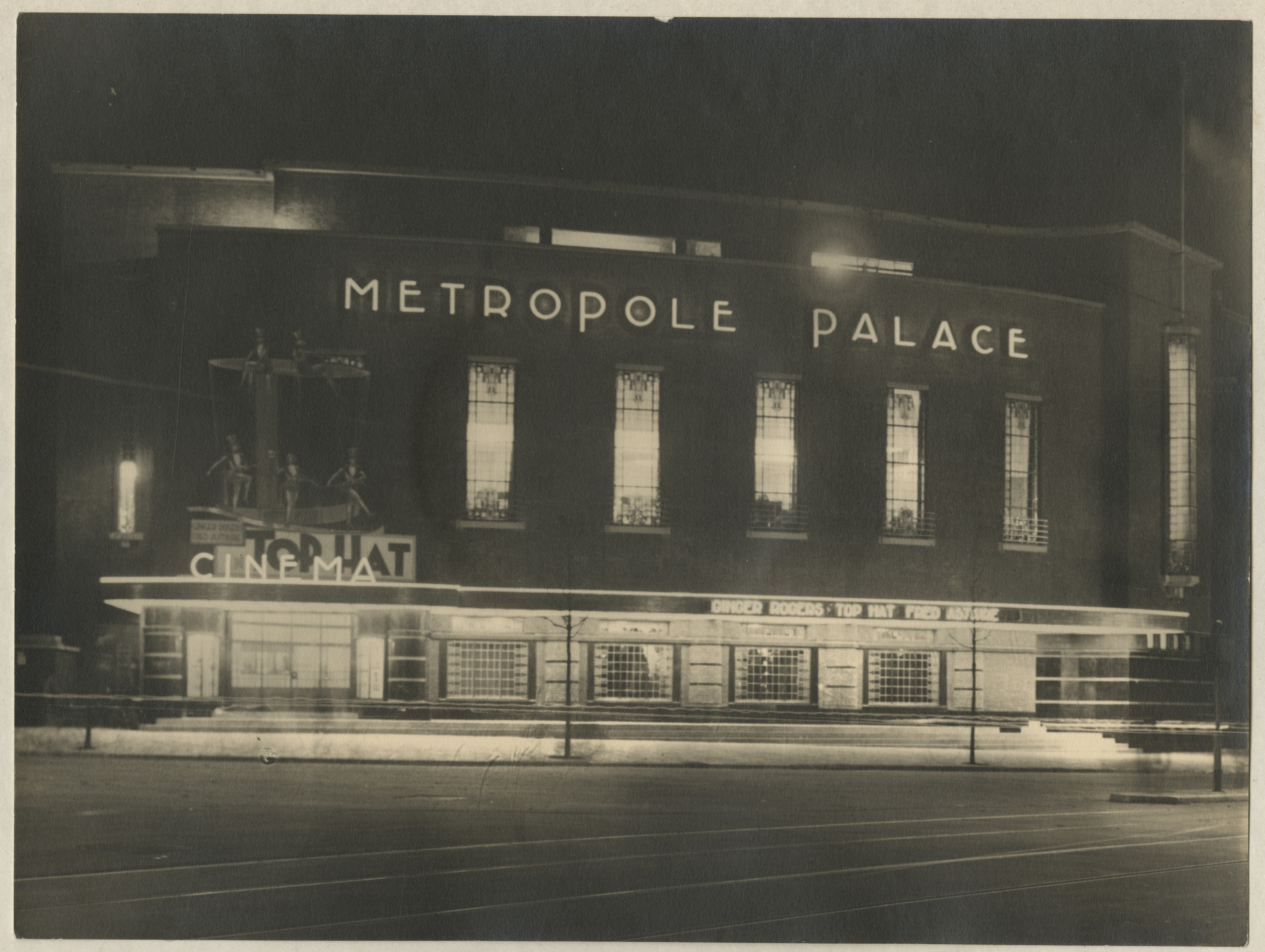
Metropole Palace bij avond in 1936

Metropole Tuschinski (oorspronkelijk Metropole Palace) was een filmtheater in Den Haag. Het was een van de zes premièretheaters en -bioscopen van Nederland.

## Opbouw
Zakenman Adrianus Gijsbertus (Aad) van Tol wilde naast zijn andere zakelijke bezigheden van bloemenkoopman, woningverhuurder, auto-importeur en eigenaar van de Haagse bioscopen Alhambra en Studio Theater, ook een filmpaleis bouwen. Hiertoe had hij in 1934 het plan opgevat, nadat hij in dat jaar in een loterij de hoofdprijs van fl. 100.000,- had gewonnen. Hij verkocht in 1935 zijn pas omgebouwde van nachtclub annex dancing (de voormalige Residentie-Bioscoop, die in 1912 de eerste bioscoop van Den Haag was) naar bioscoop Studio-Theater om dit plan verder te kunnen verwezenlijken.

Hij kocht het stuk grond aan de Carnegielaan 16 waarop het woonhuis en het Muziekmuseum van overleden bankdirecteur, ondernemer en muziekhistoricus dr. Daniël François Scheurleer (1855-1927) stonden. De gemeente moest echter eerst de benodigde sloop- en bouwvergunningen afgeven en wierp allerlei bezwaren op. Ook de Nederlandse Bioscoopbond hield met het Vestigingsbesluit aanvankelijk de bouw van het theater tegen, omdat deze vreesde dat er te veel bioscopen in Den Haag zouden komen. In april 1935 gaf de bond echter toch toestemming om te beginnen met de bouw. Van Tol liet dit huis afbreken en op het terrein een groot bioscooptheater bouwen naar ontwerp van J.L.J. van den Hoek.

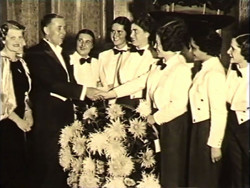
Openingsavond

De opening van de bioscoop stond gepland voor eind 1935. De eerste steenlegging voor het gebouw vond ten gevolge van alle gemeentelijke perikelen echter pas plaats op 7 april 1936 door zijn 1 jaar oude zoontje James Adrianus van Tol.
Op 15 oktober 1936 werd de bioscoop geopend met de film Top Hat met Fred Astaire en Ginger Rogers, als voorbeeld van de feestelijke sfeer die Van Tol in zijn theater wilde hebben. De bioscoopzaal kon worden omgetoverd in een nachtclub met een glazen dansvloer die in de theatervloer was ingebouwd. Het bioscooptheater kreeg de naam Metropole Palace. 
De inrichting was bijzonder luxueus. In de zaal werden 1250 comfortabele stoelen neergezet, hoewel er met gewone stoelen ruimte zou zijn geweest voor 1600 bezoekers. Tijdens de filmpremière werden de stoelen in restaurantopstelling gezet zodat de gasten tijdens de voorstelling iets konden eten en drinken. Dit werd ook gedaan als er beroemde sterren kwamen optreden. Onder de grote trap was een fontein waarin vissen zwommen.  
Metropole had de modernste Zeiss Ikon-apparatuur en was ook de eerste bioscoop met een Sensurround-geluidssysteem, dat speciaal voor de vertoning van Earthquake werd aangelegd.
Van Tol besloot in april 1940 zijn theater aan het Tuschinski-concern te verkopen. De koopprijs was 1.200.000 gulden. Op 1 juli 1950 werd de naam veranderd in Metropole Tuschinski, die tevens eigenaar was van het Tuschinski Theater in Amsterdam en het Grand Theater in Rotterdam. Hagenaars bleven de bioscoop gewoon Metropole noemen.
De langstdraaiende film was West Side Story, die vanaf juni 1962 517 dagen draaide. De laatste voorstelling was op 29 november 1963. In totaal had de film 286.706 bezoekers getrokken. 
In 1976 werd Metropole verbouwd en de gevel veranderd. Er kwamen vijf zalen en het bleef een bioscoop voor A-films. Ook de luxueuze uitstraling bleef behouden.

## Afbraak

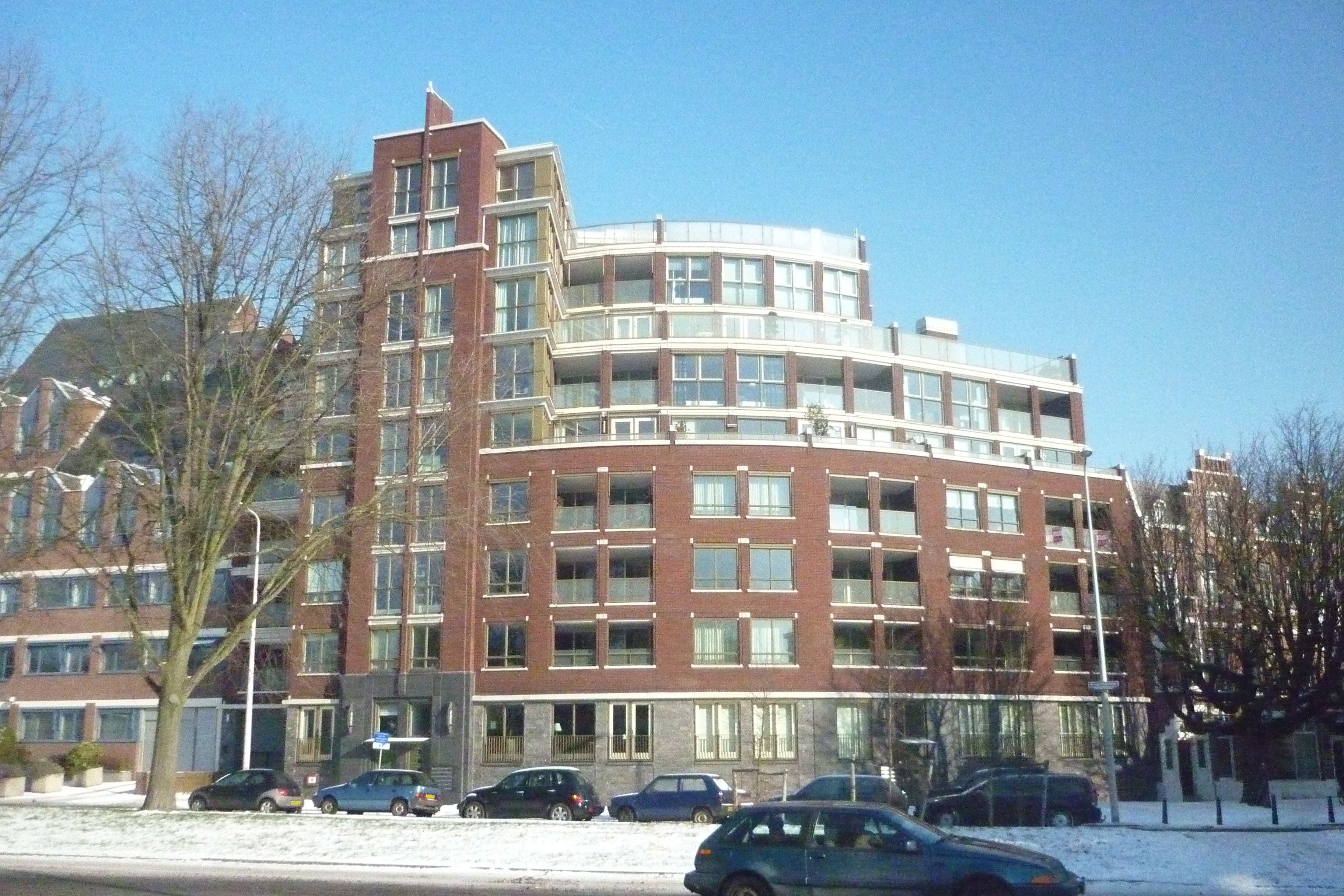
Residence Metropole

Metropole was na de voormalige Cineac op het Buitenhof (nu Pathé) het oudste nog functionerende bioscooptheater van Den Haag. De laatste voorstellingen in Metropole waren in mei 2004. Na enkele jaren leegstand werd het gebouw afgebroken. Er staat sinds 2009 een appartementengebouw met de naam Residence Metropole, ontworpen door KOW Den Haag. De nieuwe gevel kreeg dezelfde ronde vorm als de oude gevel.